# Reiskirchen (Hüttenberg)
Reiskirchen ist ein Ortsteil der Gemeinde Hüttenberg im mittelhessischen Lahn-Dill-Kreis.

## Geographische Lage
Reiskirchen liegt im östlichen Hintertaunus (Wetzlarer Hintertaunus) im Naturpark Taunus.
Angrenzende Dörfer sind Schwalbach (südwestlich), Volpertshausen (nordöstlich), Weidenhausen (nordöstlich) und Niederwetz (südlich).

## Geschichte

### Ortsgeschichte
Mit dem Ortsnamen Richolueschiricha wurde das Dorf im Jahr 975 erstmals erwähnt. Die Kirche wurde bereits im 12. Jahrhundert genannt.
Im Zuge der Gebietsreform in Hessen wurden zum 1. Januar 1977 die bis dahin selbstständigen Gemeinden Reiskirchen, Hüttenberg, Schwingbach und Volpertshausen kraft Landesgesetz zur neuen Großgemeinde Hüttenberg zusammengeschlossen. Für Reiskirchen wurde wie für die anderen Ortsteile von Hüttenberg ein Ortsbezirk gebildet.

### Verwaltungsgeschichte im Überblick
Die folgende Liste zeigt die Staaten und Verwaltungseinheiten, denen Reiskirchen angehört(e):
- ab 14. Jahrhundert: Heiliges Römisches Reich, Amt Hüttenberg (Kondominium: Grafschaft Nassau und Landgrafschaft Hessen)
- ab 1567: Heiliges Römisches Reich, Amt Hüttenberg (Kondominium: Grafschaft Nassau und Landgrafschaft Hessen-Marburg)[6]
- ab 1604: Heiliges Römisches Reich, Amt Hüttenberg (Kondominium: Grafschaft Nassau und Landgrafschaft Hessen-Darmstadt)
- ab 1703: Heiliges Römisches Reich, Grafschaft Nassau-Weilburg, Oberamt Atzbach, Amt Hütten- und Stoppelberg[7]
- ab 1806: Herzogtum Nassau,[Anm. 2] Amt Hüttenberg
- ab 1816: Königreich Preußen,[Anm. 3] Provinz Großherzogtum Niederrhein, Regierungsbezirk Koblenz, Kreis Wetzlar[Anm. 4]
- ab 1822: Königreich Preußen, Rheinprovinz, Regierungsbezirk Koblenz, Kreis Wetzlar[Anm. 5]
- ab 1867: Norddeutscher Bund, Königreich Preußen, Rheinprovinz, Regierungsbezirk Koblenz, Kreis Wetzlar
- ab 1871: Deutsches Reich, Königreich Preußen, Rheinprovinz, Regierungsbezirk Koblenz, Kreis Wetzlar
- ab 1918: Deutsches Reich, Freistaat Preußen, Rheinprovinz, Regierungsbezirk Koblenz, Kreis Wetzlar
- ab 1932: Deutsches Reich, Freistaat Preußen, Provinz Hessen-Nassau, Regierungsbezirk Wiesbaden, Kreis Wetzlar
- ab 1944: Deutsches Reich, Freistaat Preußen, Provinz Nassau, Kreis Wetzlar
- ab 1945: Deutsches Reich, Amerikanische Besatzungszone,[Anm. 6] Groß-Hessen, Regierungsbezirk Wiesbaden, Kreis Wetzlar
- ab 1946: Deutsches Reich, Amerikanische Besatzungszone, Hessen, Regierungsbezirk Wiesbaden, Kreis Wetzlar
- ab 1949: Bundesrepublik Deutschland, Hessen, Regierungsbezirk Wiesbaden, Kreis Wetzlar
- ab 1968: Bundesrepublik Deutschland, Hessen, Regierungsbezirk Darmstadt, Kreis Wetzlar
- ab 1977: Bundesrepublik Deutschland, Hessen, Regierungsbezirk Darmstadt, Lahn-Dill-Kreis, Gemeinde Hüttenberg
- ab 1981: Bundesrepublik Deutschland, Hessen, Regierungsbezirk Gießen, Lahn-Dill-Kreis, Gemeinde Hüttenberg

## Bevölkerung

### Einwohnerstruktur 2011
Nach den Erhebungen des Zensus 2011 lebten am Stichtag dem 9. Mai 2011 in Reiskirchen 826 Einwohner. Darunter waren 12 (1,4 %) Ausländer. Nach dem Lebensalter waren 144 Einwohner unter 18 Jahren, 336 zwischen 18 und 49, 183 zwischen 50 und 64 und 185 Einwohner waren älter. Die Einwohner lebten in 336 Haushalten. Davon waren 84 Singlehaushalte, 96 Paare ohne Kinder und 117 Paare mit Kindern, sowie 36 Alleinerziehende und 6 Wohngemeinschaften. In 78 Haushalten lebten ausschließlich Senioren und in 222 Haushaltungen lebten keine Senioren.

### Einwohnerentwicklung
| Reiskirchen: Einwohnerzahlen von 1834 bis 2022 | Reiskirchen: Einwohnerzahlen von 1834 bis 2022 | Reiskirchen: Einwohnerzahlen von 1834 bis 2022 | Reiskirchen: Einwohnerzahlen von 1834 bis 2022 | Reiskirchen: Einwohnerzahlen von 1834 bis 2022 |
| --- | ---------------------------------------------- | ---------------------------------------------- | ---------------------------------------------- | ---------------------------------------------- |
| Jahr |                                                |                                                |                                                | Einwohner                                      |
| 1834 | 1834                                           |                                                | 367                                            | 367                                            |
| 1840 | 1840                                           |                                                | 380                                            | 380                                            |
| 1846 | 1846                                           |                                                | 412                                            | 412                                            |
| 1852 | 1852                                           |                                                | 422                                            | 422                                            |
| 1858 | 1858                                           |                                                | 430                                            | 430                                            |
| 1864 | 1864                                           |                                                | 427                                            | 427                                            |
| 1871 | 1871                                           |                                                | 419                                            | 419                                            |
| 1875 | 1875                                           |                                                | 430                                            | 430                                            |
| 1885 | 1885                                           |                                                | 433                                            | 433                                            |
| 1895 | 1895                                           |                                                | 429                                            | 429                                            |
| 1905 | 1905                                           |                                                | 442                                            | 442                                            |
| 1910 | 1910                                           |                                                | 448                                            | 448                                            |
| 1925 | 1925                                           |                                                | 425                                            | 425                                            |
| 1939 | 1939                                           |                                                | 412                                            | 412                                            |
| 1946 | 1946                                           |                                                | 628                                            | 628                                            |
| 1950 | 1950                                           |                                                | 596                                            | 596                                            |
| 1956 | 1956                                           |                                                | 581                                            | 581                                            |
| 1961 | 1961                                           |                                                | 597                                            | 597                                            |
| 1967 | 1967                                           |                                                | 614                                            | 614                                            |
| 1980 | 1980                                           |                                                | ?                                              | ?                                              |
| 1990 | 1990                                           |                                                | ?                                              | ?                                              |
| 2000 | 2000                                           |                                                | ?                                              | ?                                              |
| 2011 | 2011                                           |                                                | 828                                            | 828                                            |
| 2015 | 2015                                           |                                                | 808                                            | 808                                            |
| 2017 | 2017                                           |                                                | 800                                            | 800                                            |
| 2022 | 2022                                           |                                                | 803                                            | 803                                            |
| Datenquelle: Historisches Gemeindeverzeichnis für Hessen: Die Bevölkerung der Gemeinden 1834 bis 1967. Wiesbaden: Hessisches Statistisches Landesamt, 1968. Weitere Quellen: ; Zensus 2011 |                                                |                                                |                                                |                                                |

### Historische Religionszugehörigkeit
| 1834: | 367 evangelische Einwohner                                            |
| 1961: | 515 (= 86,26 %) evangelische und 75 katholische (= 12,56 %) Einwohner |

## Politik
Für Reiskirchen besteht ein Ortsbezirk (Gebiete der ehemaligen Gemeinde Reiskirchen) mit Ortsbeirat und Ortsvorsteher nach der Hessischen Gemeindeordnung.
Der Ortsbeirat besteht aus drei Mitgliedern. Bei den Kommunalwahlen in Hessen 2021 betrug die Wahlbeteiligung zum Ortsbeirat 64,89 %. Dabei wurden gewählt: zwei Mitglieder der „Freien Wählergemeinschaft“ (FWG) und ein Mitglied der SPD. Der Ortsbeirat wählte Daniel Jakob (FWG) zum Ortsvorsteher.

## Verkehr
Den ÖPNV stellt der Rhein-Main-Verkehrsverbund mit der Buslinie 313 sicher.